# Pico Simón Bolívar
De Pico Simón Bolívar is samen met de Pico Cristóbal Colón de hoogste berg van Colombia en de op vier na meest prominente berg ter wereld. De berg ligt in de Sierra Nevada de Santa Marta. De besneeuwde berg, genoemd naar de Zuid-Amerikaanse onafhankelijkheidsstrijder Simón Bolívar, bereikt een hoogte van 5.775 meter en de top ligt slechts 42 kilometer van de Caraïbische Zee. De berg vormt in feite een tweeling met de Pico Cristóbal Colón, daar zij beide een hoogte van 5.775 meter hebben.